# Línea 01 (Subús de Alicante)
La línea 01 de autobús de Alicante realiza el trayecto entre los barrios de San Gabriel y el primer sector del barrio Juan XXIII, conocido como Ciudad Elegida; cruzando efectivamente Alicante de sur a norte.

## Recorrido
Sale del núcleo de San Gabriel, pasando por el sur de la ciudad al borde del barrio de Benalúa y después asciende por el centro hacia el norte hasta llegar a la colonia de Juan XXIII, cruzando los barrios de la zona norte de la ciudad. Conecta con infraestructuras importantes como varias estaciones del TRAM, el Hospital General de Alicante, el centro de la ciudad, la Vía Parque o el Centro Comercial Vistahermosa, así de como numerosos centros de estudio y polideportivos.

## Horarios
Entre semana, sale una expedición en cada sentido desde las 06:15h y cada trece minutos hasta su última salida en ambos sentido a las 22:30h. Los sábados se reduce el horario, saliendo el primero a las 7:00h y reduciendo su frecuencia a los 20 minutos. Los domingos se reduce hasta los 32 minutos. No ve afectados sus horarios por el periodo estival.

## Paradas
| Ida    | Ida                                           | Ida                    | Vuelta | Vuelta                                             | Vuelta                           |
| ------ | --------------------------------------------- | ---------------------- | ------ | -------------------------------------------------- | -------------------------------- |
| Código | Nombre                                        | Conexiones             | Código | Nombre                                             | Conexiones                       |
| 3900   | Plaza Fester Paco Botella                     |                        | 3927   | Pintor Astorza y Triay II                          |                                  |
| 3901   | Vergel 9                                      |                        | 3928   | Pintor Pedro Camacho II                            |                                  |
| 3902   | Rafael Escolano 32                            |                        | 3929   | Pintor Antonio Amorós 3                            |                                  |
| 3903   | Rafael Escolano 56                            |                        | 3930   | Antonio Ramos Carratalá III                        | 11, 11H                          |
| 3904   | Fernando Díaz de Mendoza 22                   |                        | 3931   | Antonio Ramos Carratalá 88-90                      | 06                               |
| 3905   | Joaquín Blume 23 - Urb. El Palmeral           | 36                     | 3932   | Alonso Cano - Sierra Pandols                       |                                  |
| 3906   | Ramón Gómez Sempre 33                         | 36                     | 3934   | Santa Cruz de Tenerife 35                          |                                  |
| 3500   | Ramón Gómez Sempre 15                         | 36                     | 3957   | Diputado Joaquín Galán - Biblioteca II             |                                  |
| 3907   | Ramón Gómez Sempere I - Los Cincuenta         | 36                     | 4428   | Diputado Joaquín Galán 3                           | 06                               |
| 3908   | Ramón Gómez Sempere 1 - C.P. El Palmeral      | 36                     | 4429   | General Espartero 132                              | 06                               |
| 3909   | Ecuador 14                                    |                        | 3038   | Maestro Alonso III - Hospital General              | 03,                              |
| 3910   | Perú 13                                       | 36                     | 3039   | Maestro Alonso 49                                  | 03, 03N                          |
| 3961   | México frente 15                              | 36                     | 3961   | Jijona 23                                          | 03, 03N, 04, 13                  |
| 3122   | México 30                                     | 27                     | 4114   | Plaza de España 5                                  | 03, 03N, 192                     |
| 2313   | Alcalde Lorenzo Carbonell 27 - IES Cavanilles | 02, B, 27, 36          | 2946   | Calderón de la Barca 7                             | 06, 08, 09, 09, 13, 24, 24N, 192 |
| 3911   | Alcalde Lorenzo Carbonell 15                  | 02, B                  | 3937   | Alfonso el Sabio 12                                | 02, 05, C6, TURI                 |
| 3124   | Catedrático Soler 45                          | 02, B, 27              | 3938   | Plaza de los Luceros 8                             | 02, 27, 192,                     |
| 3912   | Catedrático Soler 27                          | 02, B                  | 3939   | Federico Soto 1                                    | 02, 24, TURI                     |
| 3126   | Óscar Esplá 16                                | 02, 06                 | 3940   | Pintor Lorenzo Casanova 22                         | 02                               |
| 4446   | Reyes Católicos 49                            | 02                     | 3941   | Pintor Lorenzo Casanova 60                         | 02                               |
| 3127   | Reyes Católicos 17                            | 02                     | 3103   | Catedrático Soler 8                                | 02, 27, A                        |
| 2603   | Federico Soto 6                               | 03N, 05, 12, 27, 192   | 3942   | Catedrático Soler 18                               | 02                               |
| 4046   | Federico Soto 26                              | 03N, 05, 192,          | 3943   | Catedrático Soler 34                               | 02, A                            |
| 3129   | Alfonso el Sabio 17                           | 06, 09, 192            | 3104   | Catedrático Soler 50                               | 02, 27, A                        |
| 2902   | San Vicente 20                                | 03, 03N, 24, 24N, 192, | 3944   | Alcalde Lorenzo Carbonell 16                       | 02, A                            |
| 3401   | Plaza de España 7 - Plaza de Toros II         | 03, 03N, TURI          | 3945   | México 33                                          | 27                               |
| 3916   | Jijona 32                                     | 03, 03N, 04, 13        | 3502   | Paraguay 6 - IES Bahía de Babel                    | 36                               |
| 3001   | Jijona 54                                     | 03, 03N, 04, 13        | 3528   | Paraguay - Polideportivo                           | 36                               |
| 3917   | Maestro Alonso 68                             | 03, 03N                | 3949   | Ramón Gómez Sempere - José Alcaraz Pérez           | 36                               |
| 3003   | Maestro Alonso 154 - Hospital General         | 03, 03N,               | 3950   | Ramón Gómez Sempere - La Era                       | 36                               |
| 3004   | Maestro Alonso 192 - Alcolecha                | 03, 03N, 17            | 3525   | Ramón Gómez Sempere 16                             | 36                               |
| 3005   | Maestro Alonso 196                            | 03, 03N, 17,           | 3951   | Ramón Gómez Sempere 42-44                          | 36                               |
| 3006   | Pintor Gastón Castelló - Las Palmas           | 17                     | 3952   | Joaquín Blume frente 23 - Urbanización el Palmeral | 36                               |
| 3918   | Santa Cruz de Tenerife 4                      |                        | 3953   | Joaquín Blume frente 3 - Urbanización el Palmeral  | 36                               |
| 3919   | Diputado Joaquín Galán - Biblioteca I         |                        | 3954   | Victoria Kent frente 12 - Urbanización el Palmeral |                                  |
| 3960   | Ejércitos Españolas - Benejúzar               |                        | 3955   | Fernando Díaz de Mendoza 17                        |                                  |
| 4410   | Cronista Vicente Martínez Morella frente 1    |                        | 3956   | Pedreguer 13                                       |                                  |
| 3921   | Antonio Ramos Carratalá 92-94                 | 11, 11H, 17            | 3900   | Plaza Fester Paco Botella                          |                                  |
| 3975   | Antonio Ramos Carratalá V                     | 11, 11H, 17            |        |                                                    |                                  |
| 3976   | Los Montesinos 5                              | 11, 11H, 17            |        |                                                    |                                  |
| 3923   | Pintor Antonio Amorós 4                       | 17                     |        |                                                    |                                  |
| 3924   | Pintor Pedro Camacho I                        | 17                     |        |                                                    |                                  |
| 3925   | Pintor Astroza y Triay I                      |                        |        |                                                    |                                  |
| 3926   | Miradores 4-5                                 |                        |        |                                                    |                                  |